# Finn Halvorsen
Finn Halvorsen (ur. 21 lutego 1947 w Våler) – norweski skoczek narciarski, olimpijczyk z 1976 z Innsbrucku, uczestnik mistrzostw świata w lotach narciarskich.
Został sklasyfikowany w dwóch edycjach Turnieju Czterech Skoczni, w sezonach 1974/1975 i 1975/1976. W swoim debiucie w turnieju podczas inauguracyjnych zawodów na Schattenbergschanze w Oberstdorfie zajął najwyższe w karierze 4. miejsce. We wszystkich kolejnych występach w zawodach tej rangi jego najwyższą lokatą było 18. miejsce na zakończenie 23. edycji turnieju w Innsbrucku.
W zawodach Pucharu Świata w skokach narciarskich wystąpił jeden raz. Miało to miejsce w pierwszym w historii sezonie rozgrywania cyklu Pucharu Świata (1979/1980) w Vikersund. Zawody te ukończył na 30. miejscu.

## Igrzyska olimpijskie
- Indywidualnie
  - 1976  Innsbruck – 37. miejsce (normalna skocznia), 35. miejsce (duża skocznia)

## Mistrzostwa świata w lotach narciarskich
- Indywidualnie
  - 1977  Vikersund – 29. miejsce
  - 1979  Planica – 34. miejsce

## Turniej Czterech Skoczni

### Miejsca w klasyfikacji generalnej
- 1974/1975 – 16.
- 1975/1976 – 28.